# آنتوان آبرسارت
آنتوان آبرسارت (انگلیسی: Antoine Abrassart؛ زادهٔ ۵ سپتامبر ۱۹۸۷) بازیکن فوتبال اهل فرانسه است.